# Карабисијани
Karabisianoi (грч. Καραβισιάνοι, морнари) била је прва стална морнарица Византијског царства, основана у другој половини 7. века као одговор на поморске нападе Арабљана. Организована слично војничким темама, ова флота била је под командом стратега, и била је задужена за одбрану читавог Царства. Превелика и неефикасна, у реформама 718-730. замењена је низом поморских тема.